# Harry Benjamin
Harry Benjamin, född 12 januari 1885 i Berlin, död 24 augusti 1986 i New York, var en tyskfödd amerikansk sexolog och endokrinolog. Benjamin är främst känd för sitt arbete med transsexualism. Han var den förste forskare som arbetade med GID-problematik.
Benjamin fick sin doktorsgrad 1912. Han kom tidigt i kontakt med en ung patient som led av GID-syndrom, vilket yttrade sig i en identitet som flicka trots att patienten hade en pojkes kropp.
Efter att ha provat lobotomi och elchocker insåg man så småningom att den enda hjälpen för dessa patienter var ett kirurgiskt könsbyte, kombinerat med hormonbehandling. Detta anses fortfarande vara den enda hållbara behandlingen för diagnosen.
Många organisationer med anknytning till transsexualism har uppkallat sig efter Harry Benjamin. Till dessa hör den svenska Patientföreningen Benjamin.